# Dème d'Íon Dragoúmis
Le dème d’Íon Dragoúmis, en grec moderne : Δήμος Ίωνος Δραγούμη / Dímos Íonos Dragoúmi, est un ancien dème du district régional de Kastoriá, en Macédoine-Occidentale, Grèce. Depuis 2010, il est fusionné au sein du dème d'Argos Orestique.
Selon le recensement de 2011, la population du dème s'élève à 2 899 habitants.